# Psapharochrus purulensis
Psapharochrus purulensis är en skalbaggsart som först beskrevs av Bates 1885.  Psapharochrus purulensis ingår i släktet Psapharochrus och familjen långhorningar.
Artens utbredningsområde är Guatemala. Inga underarter finns listade i Catalogue of Life.